# Borneoridion spinifer
Espèce
Borneoridion spinifer est une espèce d'araignées aranéomorphes de la famille des Theridiidae.

## Distribution
Cette espèce est endémique du Sabah en Malaisie,. Elle se rencontre vers Senagang et dans le Banjaran Crocker.

## Description
Le mâle holotype mesure 2,0 mm et la femelle paratype 2,7 mm.
Le mâle décrit par Vanuytven et Deeleman-Reinhold en 2025 mesure 2,20 mm et la femelle 2,70 mm.

## Systématique et taxinomie
Cette espèce a été décrite par Deeleman et Wunderlich en 2011.

## Publication originale
- Deeleman & Wunderlich, 2011 : « A new tribe of cobweb spiders (Theridiidae: Theridiinae) from Borneo, Malaysia. » Beiträge zur Araneologie, vol. 6, p. 602-605.